# Pfarrkirche Jennersdorf

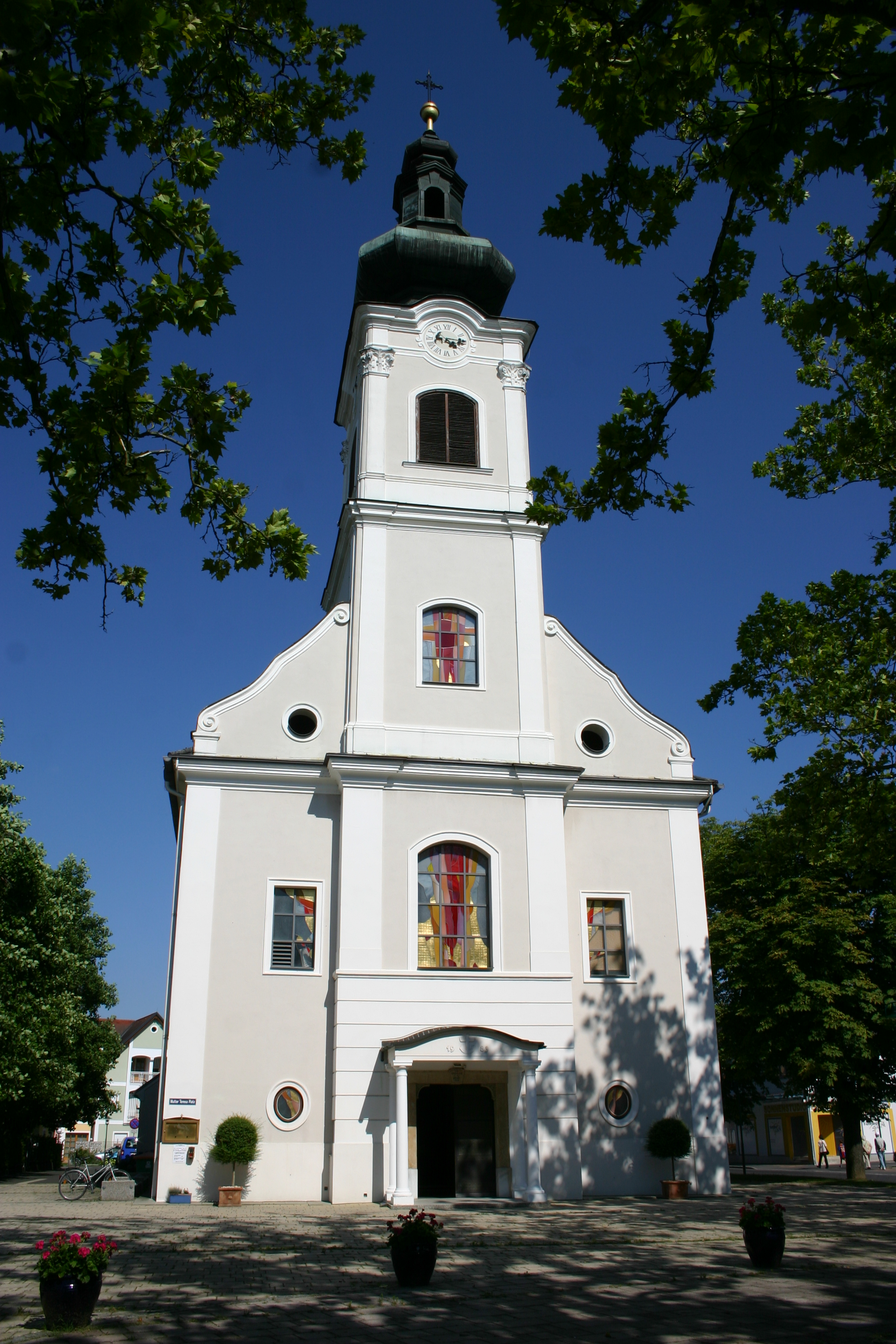
Kirche in Jennersdorf

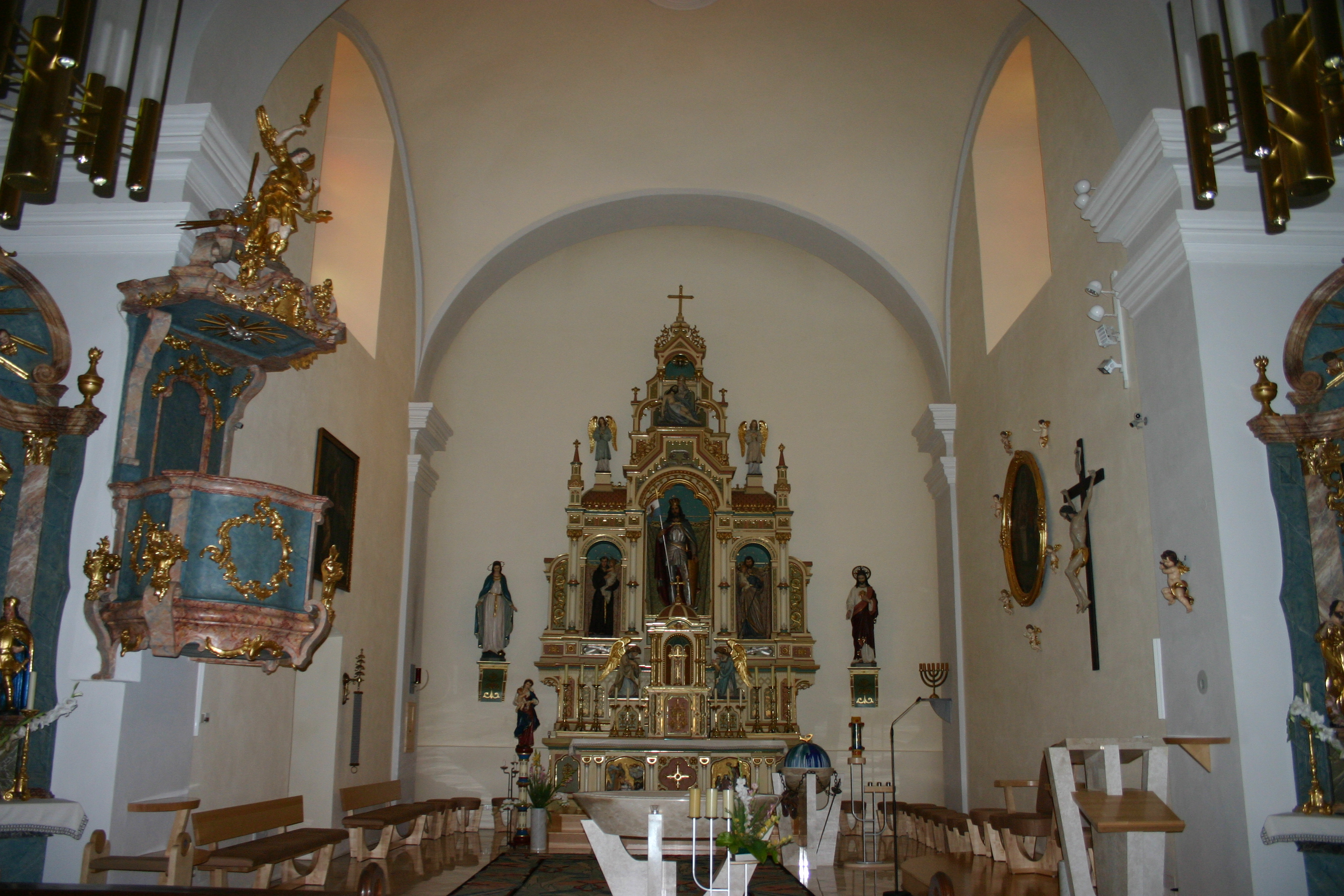
Innenansicht der Kirche

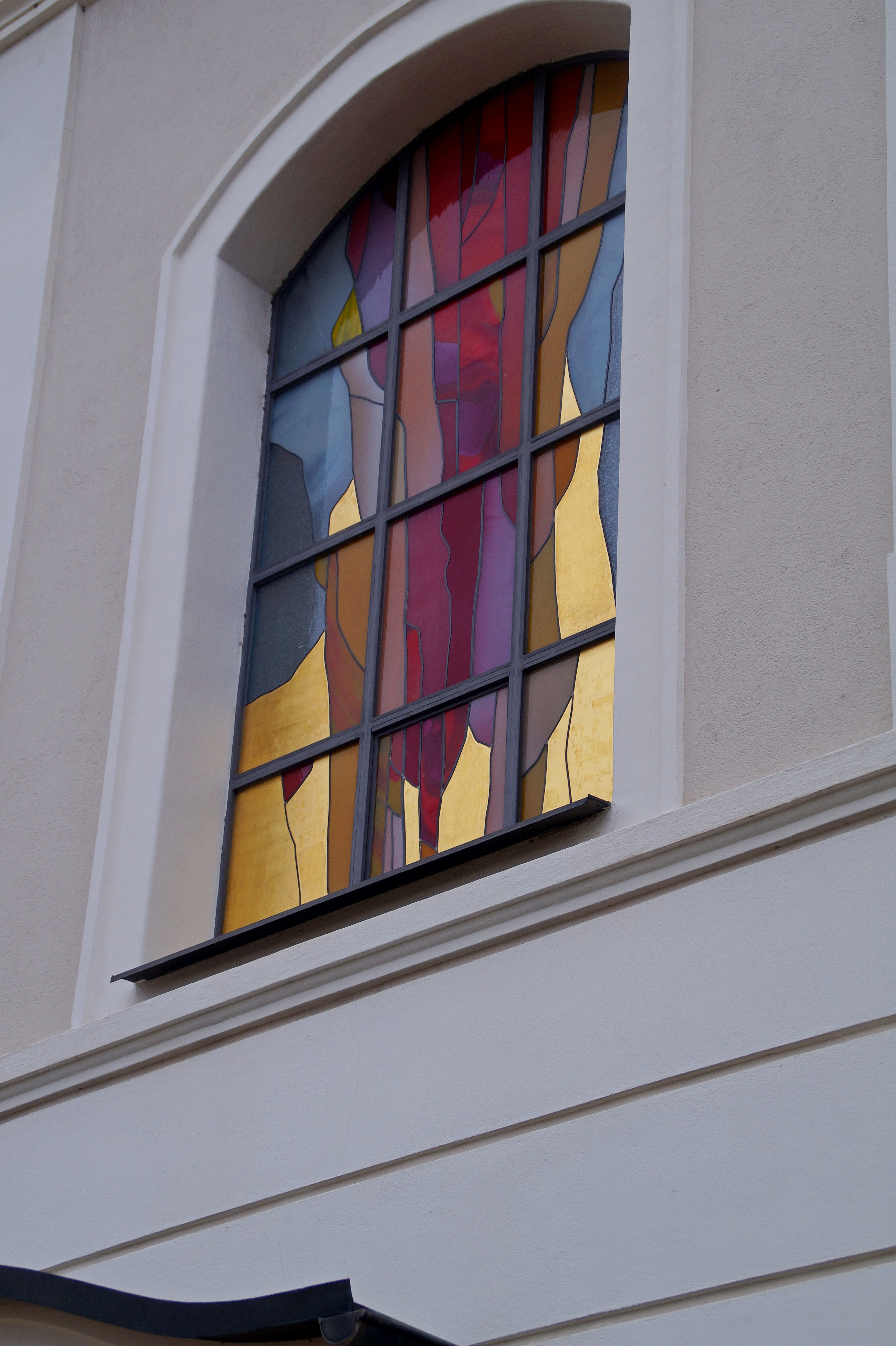
Eines der 1978 gestalteten Fenster

Die römisch-katholische Pfarrkirche Jennersdorf steht in beherrschender Lage an der Schmalseite des Dreiecksangerplatzes in der Gemeinde Jennersdorf (ungarisch Gyanafalva, slowenisch Ženavci) im Bezirk Jennersdorf im Burgenland. Sie ist dem heiligen Wenzel geweiht und gehört zum Dekanat Jennersdorf.

## Geschichte
Die Pfarre wurde bereits vor 1578 errichtet, war zeitweise evangelisch und wurde vor 1664 rekatholisiert. Die heutige Kirche wurde 1780 vom Stift Heiligenkreuz nach Plänen von Franz Anton Pilgram errichtet und 1970 renoviert. Eine Innenrestaurierung folgte 1978.

## Architektur und Ausstattung
Die Kirche hat eine reichgegliederte westliche Turmfassade mit Zwiebelhelm. Über dem Turmportal ist folgende Inschrift zu lesen: „Die/Kirchen paut 1780/geflaster/1800“ (Übersetzung: „Diese Kirche wurde 1780 gebaut und 1800 fertiggestellt.“)
Die Kirche ist ein dreijochiger einschiffiger Saalbau mit eingezogenem, außen flachem und innen halbelliptisch geschlossenem Chor. Zwischen den auf mächtigen Pilastern ruhenden Gurtbögen befindet sich ein Platzlgewölbe, ebenso im quadratischen Chorjoch.
Die Empore ist dreiachsig.
Der 1904 aufgestellte neugotische Schnitzaltar stammt vom Altarbauer Josef Rifesser aus St. Ulrich in Gröden. Die Seitenaltäre wurden Mitte des 19. Jahrhunderts im Stil des „verspäteten Barocks“ gebaut.
Das Bild des rechten Altars zeigt die Heilige Familie, gemalt 1782 von Philipp Carl Laubmann. Die Seitenfiguren sind zwei Apostel 
Das Ölbild am linken Seitenaltar zeigt die „Madonna mit Rosenkranz“. Die Medaillons entstanden um 1780. Die Seitenfiguren stellen die heiligen Könige von Ungarn Stephan und Ladislaus dar. Die Kanzel wurde um 1760 geschaffen, am Korb befindet sich vergoldetes Rokokodekor und die Köpfe der Evangelistensymbole in Rocaillen eingebunden.
Die Orgel im Gehäuse aus dem 19. Jahrhundert wurde 1999 mit 18 Registern von Christoph Allgäuer gebaut. Die heutigen Fenster wurden im Zuge der Innenrenovierung 1978 von Hannelore Knittler-Gesellmann gestaltet.